# Campionati italiani assoluti di atletica leggera
I campionati italiani assoluti di atletica leggera (noti anche come campionati italiani individuali assoluti) sono una manifestazione nazionale organizzata dalla FIDAL che si disputa ogni anno in Italia dal 1906. La centesima edizione si è svolta a Grosseto il 30 giugno ed il 1º luglio 2010.
Prima della nascita della Federazione Podistica Italiana, nel 1906, l'Unione Pedestre Torinese (successivamente denominata Unione Pedestre Italiana) organizzava dei campionati che includevano solo gare di corsa e marcia già a partire dal 1898, riservati esclusivamente ad atleti uomini, che oggi non vengono riconosciuti dalla FIDAL.
La Federazione Italiana di Atletica Leggera considera campioni italiani gli atleti che hanno vinto un campionato FPI (dal 1906 al 1908) o FISA (dal 1909 al 1926), oltre che i vincitori di un titolo ai campionati italiani organizzati dal 1927 (anno di fondazione della FIDAL) ad oggi.

## Edizioni

### Campionati UPT e UPI
| Anno | Città                  | Periodo                |
| ---- | ---------------------- | ---------------------- |
| 1898 | Torino                 | 2 ottobre              |
| 1899 | Torino                 | 1º ottobre             |
| 1900 | Torino                 | 8-9 settembre          |
| 1901 | Torino                 | 15 settembre           |
| 1902 | Torino                 | 21 settembre           |
| 1903 | Alba                   | 20 settembre           |
| 1904 | Edizione non disputata | Edizione non disputata |
| 1905 | Torino Vercelli        | 18 giugno              |
| 1906 | Torino                 | 30 settembre           |

### Campionati italiani di atletica leggera

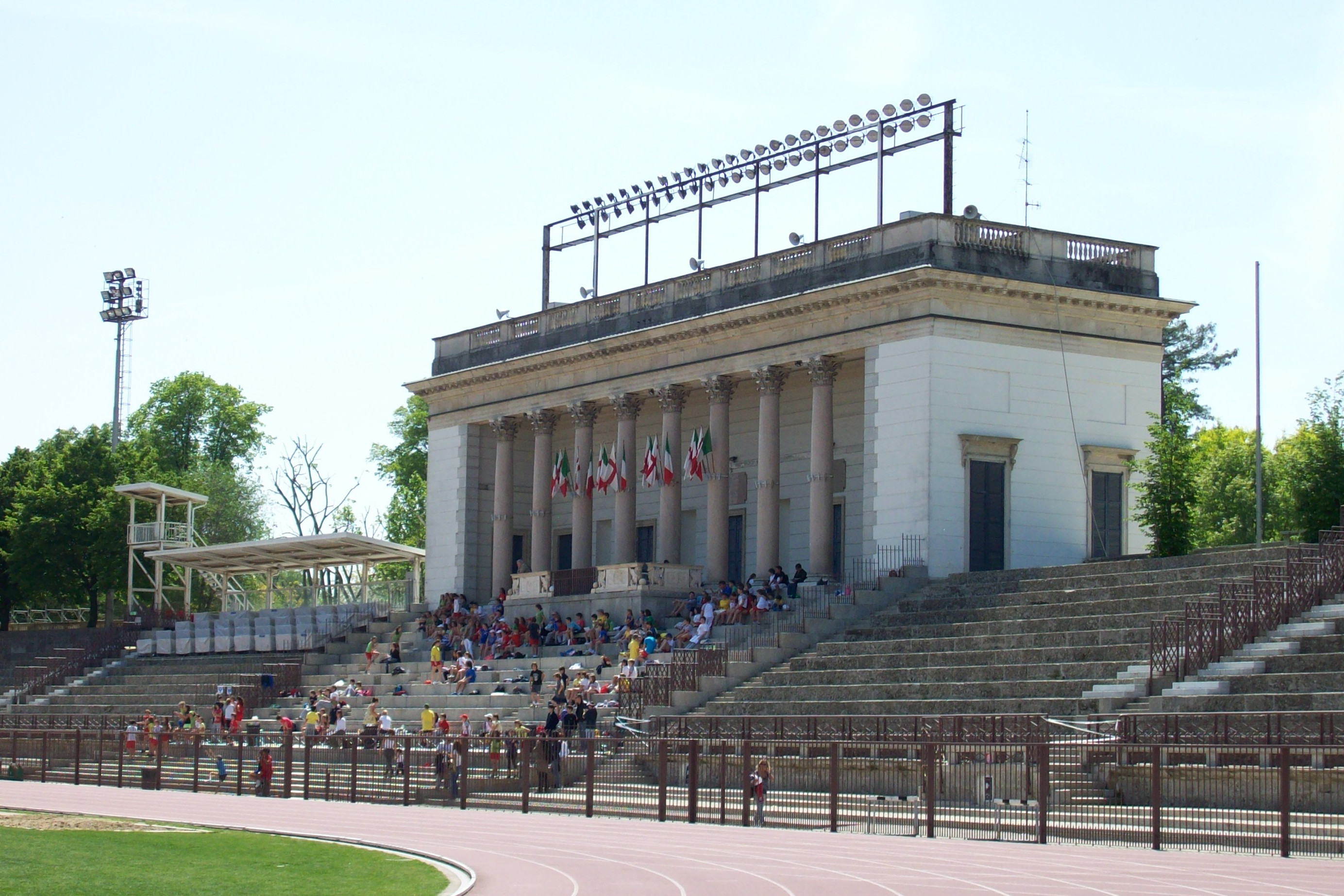
L'Arena Civica di Milano, sede della prima edizione dei campionati. Ha ospitato in tutto 15 edizioni

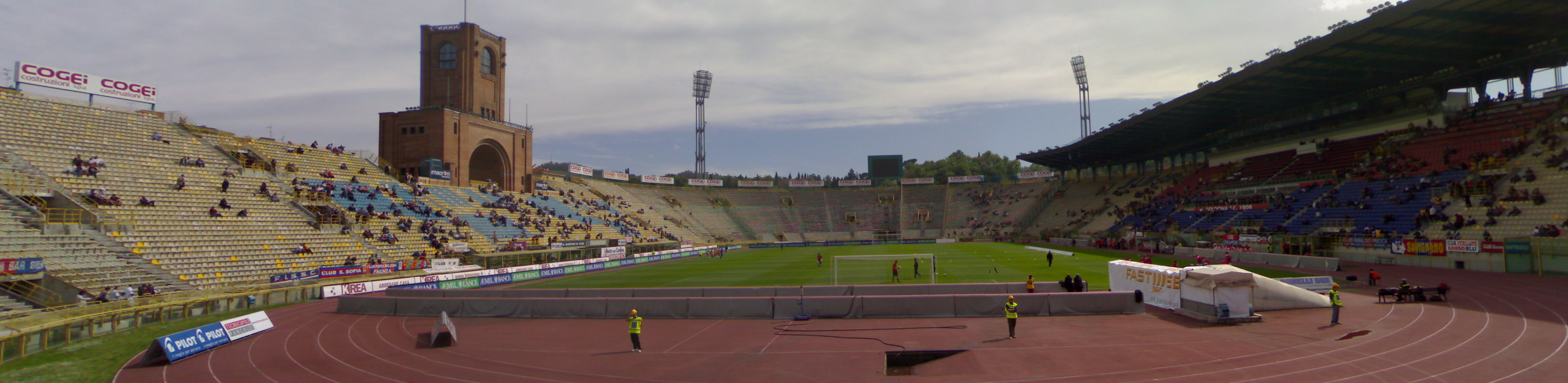
Lo Stadio Renato Dall'Ara di Bologna (fino agli anni quaranta denominato Stadio del Littoriale). Ha ospitato 12 edizioni dei campionati

| Anno                  | Città                                                            | Periodo                                     | Sede                                                              |
| --------------------- | ---------------------------------------------------------------- | ------------------------------------------- | ----------------------------------------------------------------- |
| 1906                  | Milano                                                           | 21 ottobre                                  | Arena Civica                                                      |
| 1907                  | Roma                                                             | 17-18 novembre                              | Piazza di Siena                                                   |
| 1908                  | Roma                                                             | 31 maggio – 3 giugno                        | Piazza di Siena                                                   |
| 1909                  | Roma                                                             | 4-5 giugno                                  | Piazza di Siena                                                   |
| 1910                  | Milano                                                           | 8-9 ottobre                                 | [ 2 ]                                                             |
| 1911                  | Roma                                                             | 7-9 settembre                               | Stadium                                                           |
| 1912                  | Verona                                                           | 16-19 maggio                                | Stadio Bentegodi                                                  |
| 1913                  | Milano                                                           | 20-21 settembre                             | [ 2 ]                                                             |
| 1914                  | Milano                                                           | 26-27 settembre                             | [ 2 ]                                                             |
| 1915                  | Edizioni non disputate                                           | Edizioni non disputate                      | Edizioni non disputate                                            |
| 1916                  | Edizioni non disputate                                           | Edizioni non disputate                      | Edizioni non disputate                                            |
| 1917                  | Edizioni non disputate                                           | Edizioni non disputate                      | Edizioni non disputate                                            |
| 1918                  | Edizioni non disputate                                           | Edizioni non disputate                      | Edizioni non disputate                                            |
| 1919                  | Milano                                                           | 11-12 ottobre                               | [ 2 ]                                                             |
| 1920                  | Roma (corse) Milano (concorsi)                                   | 18-20 settembre 2-3 ottobre                 |                                                                   |
| 1921                  | Bologna                                                          | 18-20 settembre                             | Campo della Crocetta                                              |
| 1922                  | Busto Arsizio (18 gare) Milano (15 gare)                         | 16-17 settembre 23-24 settembre             | Campo Sportivo Carlo Reguzzoni                                    |
| 1923 (uomini · donne) | Bologna (uomini) Milano (donne)                                  | 22-24 giugno 6 maggio                       | Campo della Crocetta                                              |
| 1924 (uomini · donne) | Bologna (uomini) Milano (donne)                                  | 20-21 settembre 27-28 settembre             | Campo della Crocetta Campo Vigentino                              |
| 1925 (uomini · donne) | Bologna (uomini) Milano (donne)                                  | 28-29 giugno 18 ottobre                     | Campo della Crocetta                                              |
| 1926 (uomini · donne) | Napoli (uomini) Dalmine (donne)                                  | 12-13 giugno 25-26 settembre                | Arenaccia                                                         |
| 1927 (uomini · donne) | Bologna (uomini) Bologna (donne)                                 | 17-20 settembre 2 ottobre                   | Stadio del Littoriale                                             |
| 1928 (uomini · donne) | Milano (uomini) Bologna (donne)                                  | 30 giugno – 1º luglio 14 ottobre            | Arena Civica Stadio del Littoriale                                |
| 1929 (uomini · donne) | Bologna (uomini) Torino (donne)                                  | 21-22 settembre 6 ottobre                   | Stadio del Littoriale Stadio militare                             |
| 1930 (uomini · donne) | Udine (uomini) Firenze (donne)                                   | 26-27 giugno 5 ottobre                      | Stadio Moretti Stadio dell'ASSI Giglio Rosso                      |
| 1931 (uomini · donne) | Bologna, Roma e Milano (uomini) Bologna (donne)                  | Varie date 27 settembre                     |                                                                   |
| 1932 (uomini · donne) | Pisa e Bologna (uomini) Venezia (donne)                          | 18 settembre e 1º ottobre 23 ottobre        | Campo del Littorio, Stadio del Littoriale Stadio Pier Luigi Penzo |
| 1933 (uomini · donne) | Firenze(uomini) Verona (donne)                                   | 29-30 luglio 1º ottobre                     | Stadio Giovanni Berta Stadio Marcantonio Bentegodi                |
| 1934 (uomini · donne) | Milano (uomini) Bologna (donne)                                  | 28-29 luglio 15 luglio                      | Arena Civica Stadio Littoriale                                    |
| 1935 (uomini · donne) | Firenze (uomini) Torino (donne)                                  | 27-28 luglio 15 settembre                   | Stadio Giovanni Berta Stadio Mussolini                            |
| 1936 (uomini · donne) | Bologna (uomini) Milano (donne)                                  | 28-29 giugno 5 luglio                       | Stadio del Littoriale Stadio della Forza e Coraggio               |
| 1937 (uomini · donne) | Firenze(uomini) Piacenza (donne)                                 | 24-25 luglio 1º agosto                      | Stadio Giovanni Berta Stadio comunale del Littorio                |
| 1938 (uomini · donne) | Bologna (uomini) Parma (donne)                                   | 23-24 luglio 17 luglio                      | Stadio del Littoriale Campo polisportivo Walter Branchi           |
| 1939 (uomini · donne) | Torino (uomini) Milano (donne)                                   | 22-23 luglio 30 luglio                      | Stadio Mussolini Arena Civica                                     |
| 1940 (uomini · donne) | Milano (uomini) Firenze (donne)                                  | 20-21 luglio 21 luglio                      | Arena Civica Stadio Giovanni Berta                                |
| 1941 (uomini · donne) | Torino(uomini) Modena (donne) Piacenza (donne, staffette)        | 19-20 luglio 13 luglio 3 agosto             | Stadio Mussolini Stadio Cesare Marzari Stadio del Littorio        |
| 1942 (uomini · donne) | Bologna(uomini) Bologna (donne) Modena (donne, staffette)        | 11-12 luglio 28 giugno 21 giugno            | Stadio del Littoriale Stadio Cesare Marzari                       |
| 1943 (uomini · donne) | Milano(uomini) Milano (donne) Parma (donne, staffette)           | 10-11 luglio 4 luglio 18 luglio             | Arena Civica Campo polisportivo Walter Branchi                    |
| 1944                  | Edizione non disputata                                           | Edizione non disputata                      | Edizione non disputata                                            |
| 1945 (uomini · donne) | Bologna (uomini) Torino (donne)                                  | 20-21 ottobre 16 settembre                  | Stadio del Littoriale Stadio Comunale                             |
| 1946 (uomini · donne) | Milano(uomini) Parma (donne)                                     | 4-6 ottobre 22 settembre                    | Arena Civica Stadio Ennio Tardini                                 |
| 1947 (uomini · donne) | Firenze (uomini) Torino (donne)                                  | 26-28 settembre 7 settembre                 | Stadio Comunale Stadio Vittorio Pozzo                             |
| 1948 (uomini · donne) | Genova (uomini) Milano (donne)                                   |                                             | Stadio Nafta Arena Civica                                         |
| 1949 (uomini · donne) | Bari (uomini) Roma (donne)                                       |                                             | Stadio delle Terme                                                |
| 1950 (uomini · donne) | Torino (uomini) Trieste (donne)                                  |                                             | Stadio Comunale                                                   |
| 1951 (uomini · donne) | Milano (uomini) Lucca (donne)                                    |                                             | Arena Civica                                                      |
| 1952 (uomini · donne) | Bologna (uomini) Bologna (donne)                                 |                                             | Stadio Comunale                                                   |
| 1953                  | Roma                                                             | 25 - 27 settembre                           | Stadio Olimpico                                                   |
| 1954                  | Firenze (uomini) Padova (donne) Roma (donne: 200 m e pentathlon) | 1º - 3 ottobre 2/3 ottobre 9 - 10 ottobre   | Stadio Comunale                                                   |
| 1955                  | Milano                                                           | 30 settembre - 2 ottobre                    | Arena Civica                                                      |
| 1956                  | Roma                                                             |                                             | Stadio Olimpico                                                   |
| 1957                  | Bologna                                                          |                                             | Stadio Comunale                                                   |
| 1958                  | Roma                                                             |                                             | Stadio Olimpico                                                   |
| 1959                  | Roma                                                             |                                             | Stadio Olimpico                                                   |
| 1960                  | Bologna                                                          |                                             | Stadio Comunale                                                   |
| 1961                  | Torino                                                           |                                             | Stadio Comunale                                                   |
| 1962                  | Napoli                                                           |                                             | Stadio San Paolo                                                  |
| 1963                  | Trieste                                                          |                                             | Stadio Comunale                                                   |
| 1964                  | Milano                                                           |                                             | Arena Civica                                                      |
| 1965                  | Roma                                                             |                                             | Stadio Olimpico                                                   |
| 1966                  | Firenze                                                          |                                             | Stadio Comunale                                                   |
| 1967                  | Bologna                                                          |                                             | Stadio Comunale                                                   |
| 1968                  | Trieste                                                          |                                             | Stadio Comunale                                                   |
| 1969                  | Milano                                                           |                                             | Arena Civica                                                      |
| 1970                  | Roma                                                             |                                             | Stadio Olimpico                                                   |
| 1971                  | Roma                                                             |                                             | Stadio Olimpico                                                   |
| 1972                  | Roma                                                             |                                             | Stadio Olimpico                                                   |
| 1973                  | Roma                                                             |                                             | Stadio Olimpico                                                   |
| 1974                  | Roma                                                             |                                             | Stadio Olimpico                                                   |
| 1975                  | Firenze                                                          |                                             | Stadio Comunale                                                   |
| 1976                  | Torino                                                           |                                             | Stadio Comunale                                                   |
| 1977                  | Roma                                                             |                                             | Stadio Olimpico                                                   |
| 1978                  | Roma                                                             |                                             | Stadio Olimpico                                                   |
| 1979                  | Roma                                                             |                                             | Stadio Olimpico                                                   |
| 1980                  | Torino                                                           |                                             | Stadio Comunale                                                   |
| 1981                  | Torino                                                           |                                             | Stadio Comunale                                                   |
| 1982                  | Roma                                                             |                                             | Stadio Olimpico                                                   |
| 1983                  | Roma                                                             |                                             | Stadio Olimpico                                                   |
| 1984                  | Roma                                                             |                                             | Stadio Olimpico                                                   |
| 1985                  | Roma                                                             |                                             | Stadio Olimpico                                                   |
| 1986                  | Torino Schio (prove multiple)                                    | 22 - 24 luglio 12 - 13 luglio               | Stadio Comunale                                                   |
| 1987                  | Roma                                                             |                                             | Stadio Olimpico                                                   |
| 1988                  | Milano                                                           |                                             | Arena Civica                                                      |
| 1989                  | Cesenatico                                                       |                                             |                                                                   |
| 1990                  | Pescara                                                          |                                             |                                                                   |
| 1991                  | Torino                                                           |                                             | Stadio delle Alpi                                                 |
| 1992                  | Bologna                                                          |                                             | Stadio Renato Dall'Ara                                            |
| 1993                  | Bologna                                                          |                                             | Stadio Renato Dall'Ara                                            |
| 1994                  | Napoli                                                           |                                             | Stadio San Paolo                                                  |
| 1995                  | Cesenatico                                                       |                                             |                                                                   |
| 1996                  | Bologna                                                          |                                             | Stadio Renato Dall'Ara                                            |
| 1997                  | Milano                                                           |                                             | Arena Civica                                                      |
| 1998                  | Roma                                                             |                                             | Stadio Olimpico                                                   |
| 1999                  | Pescara                                                          |                                             |                                                                   |
| 2000                  | Milano                                                           |                                             | Arena Civica                                                      |
| 2001                  | Catania                                                          |                                             |                                                                   |
| 2002                  | Viareggio                                                        | 18 - 21 luglio                              | Stadio Torquato Bresciani                                         |
| 2003                  | Rieti                                                            | 2 - 3 agosto                                | Stadio Raul Guidobaldi                                            |
| 2004                  | Firenze                                                          | 26 - 27 giugno                              | Stadio Luigi Ridolfi                                              |
| 2005                  | Bressanone                                                       | 25 - 26 giugno                              | Raiffeisen Arena                                                  |
| 2006                  | Torino                                                           | 7 - 8 luglio                                | Stadio Primo Nebiolo                                              |
| 2007                  | Padova                                                           | 26 - 28 luglio                              | Stadio Euganeo                                                    |
| 2008                  | Cagliari                                                         | 18 - 20 luglio                              |                                                                   |
| 2009                  | Milano                                                           | 31 luglio - 2 agosto                        | Arena Civica                                                      |
| 2010                  | Grosseto                                                         | 30 giugno - 1º luglio                       | Stadio Carlo Zecchini                                             |
| 2011                  | Torino                                                           | 25 - 26 giugno                              | Stadio Primo Nebiolo                                              |
| 2012                  | Bressanone                                                       | 6 - 8 luglio                                | Raiffeisen Arena                                                  |
| 2013                  | Milano                                                           | 26 - 28 luglio                              | Arena Civica                                                      |
| 2014                  | Rovereto                                                         | 18 - 20 luglio                              | Stadio Quercia                                                    |
| 2015                  | Torino                                                           | 24 - 26 luglio                              | Stadio Primo Nebiolo                                              |
| 2016                  | Rieti                                                            | 24 - 26 giugno                              | Stadio Raul Guidobaldi                                            |
| 2017                  | Trieste                                                          | 30 giugno - 2 luglio                        | Stadio Giuseppe Grezar                                            |
| 2018                  | Pescara                                                          | 7 - 9 settembre                             | Stadio Adriatico-Giovanni Cornacchia                              |
| 2019                  | Bressanone                                                       | 26 - 28 luglio                              | Raiffeisen Arena                                                  |
| 2020                  | Padova (34 gare) Vittorio Veneto (2 gare) Modena (8 gare)        | 28 - 30 agosto 27 settembre 17 - 18 ottobre | Stadio Daciano Colbachini Pista di atletica comunale Campo scuola |
| 2021                  | Rovereto                                                         | 25 - 27 giugno                              | Stadio Quercia                                                    |
| 2022                  | Rieti                                                            | 24 - 26 giugno                              | Stadio Raul Guidobaldi                                            |
| 2023                  | Molfetta                                                         | 28 - 30 luglio                              | Stadio di Atletica "Mario Saverio Cozzoli"                        |
| 2024                  | La Spezia                                                        | 29 - 30 giugno                              | Centro Sportivo Alessandro Montagna                               |
| 2025                  | Caorle                                                           | 2 - 3 agosto                                | Stadio Giovanni Chiggiato                                         |

## Albo d'oro campionati UPT e UPI
| 1897 | Corsa 35 km            | Cesare Ferrari                          | 2h26'45"(m)            |                        |                        |
| 1898 | 100 m piani            | Umberto Colombo SEF Mediolanum          | 12"0(m)                |                        |                        |
| 1898 | Corsa 35 km            | Ettore Zilia                            | 2h50'00"(m)            |                        |                        |
| 1898 | Marcia 35 km           | Giorgio Zorzi 7º Bersaglieri            | 4h00'27"(m)            |                        |                        |
| 1899 | 100 m piani            | Umberto Colombo SEF Mediolanum          | 12"0(m)                |                        |                        |
| 1899 | Miglio                 | Francesco Stobbione                     | 4'57"(m)               |                        |                        |
| 1899 | Corsa 35 km            | Ettore Zilia                            | 2h35'40"(m)            |                        |                        |
| 1899 | Marcia 35 km           | Giuseppe Subrile                        | 3h39'47"(m)            |                        |                        |
| 1900 | 100 iarde              | Gaspare Torretta SEF Mediolanum         | 10"1/5(m)              |                        |                        |
| 1900 | Miglio                 | Mario Nicola                            | 4'36"2/5(m)            |                        |                        |
| 1900 | Corsa 35 km            | ?                                       | ?                      |                        |                        |
| 1900 | Marcia 35 km           | Giovanni Spada Atalanta Torino          | 3h46'45"(m)            |                        |                        |
| 1901 | 100 iarde              | Gaspare Torretta SEF Mediolanum         | 10"1/5(m)              |                        |                        |
| 1901 | Miglio                 | Mario Nicola                            | 4'42"2/5(m)            |                        |                        |
| 1901 | Corsa 35 km            | ?                                       | ?                      |                        |                        |
| 1901 | Marcia 35 km           | Giovanni Spada Atalanta Torino          | 3h37'58"               |                        |                        |
| 1902 | 100 m piani            | Gaspare Torretta SEF Mediolanum         | 11"8(m)                |                        |                        |
| 1902 | 1500 m piani           | Mario Nicola                            | 4'19"0(m)              |                        |                        |
| 1902 | Corsa 25 km            | Ettore Ferri                            | 1h36'52"(m)            |                        |                        |
| 1902 | Marcia 30 km           | Felice Balzaretti Libertas Milano       | 3h07'00"0(m)           |                        |                        |
| 1903 | 100 m piani            | Giuseppe Tarella Audace Torino          | s/t                    |                        |                        |
| 1903 | 1500 m piani           | Roberto Penna                           | s/t                    |                        |                        |
| 1903 | Corsa 25 km            | Giacinto Volpati                        | s/t                    |                        |                        |
| 1903 | Marcia 30 km           | Edoardo Marani Unione Sportiva Milanese | 2h53'13"(m)            |                        |                        |
| 1904 | Edizione non disputata | Edizione non disputata                  | Edizione non disputata | Edizione non disputata | Edizione non disputata |
| 1905 | 100 m piani            | Gaspare Torretta SEF Mediolanum         | 11"3/5(m)              |                        |                        |
| 1905 | 1500 m piani           | Emilio Lunghi                           | 4'27"0(m)              |                        |                        |
| 1905 | Corsa 25 km            | Dorando Pietri                          | 1'30"10(m)             |                        |                        |
| 1905 | Marcia 30 km           | Romano Zangrilli                        | 3h07'17"(m)            |                        |                        |

## Albo d'oro campionati italiani di atletica leggera

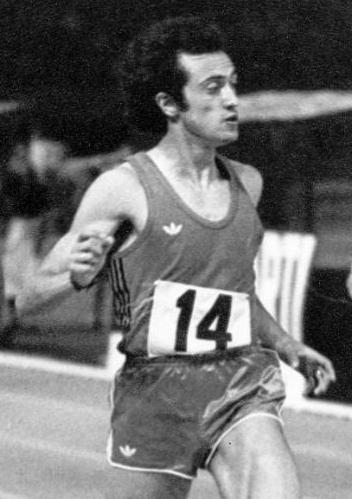
Pietro Mennea, 11 volte campione italiano nei 200 metri piani e 3 volte nei 100 metri piani negli anni settanta - ottanta

Nei paragrafi seguenti, in grassetto sono indicate le gare ancora in programma ai campionati italiani assoluti di atletica leggera.

### Uomini

#### Velocità

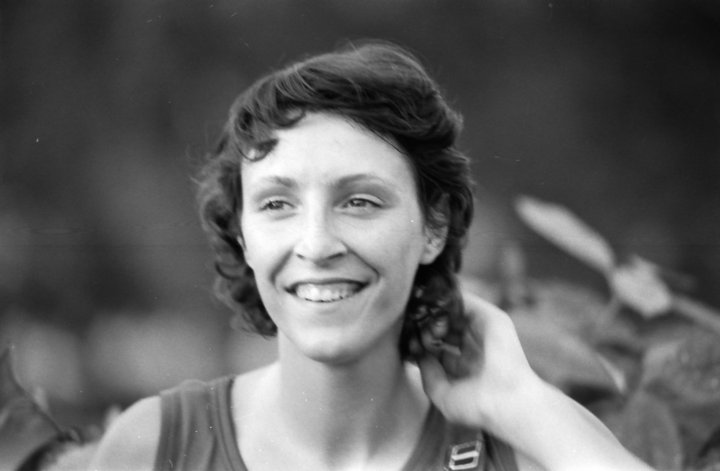
Erica Rossi, vincitrice di 11 titoli nei 400 metri piani

Nella storia dei campionati italiani di atletica leggera, le gare di velocità hanno compreso i 100 metri piani, i 200 metri piani e i 400 metri piani, tutte discipline ancora oggi presenti nel programma della manifestazione.
Tra i campioni italiani che si sono susseguiti negli anni in queste tre discipline, i più titolati sono stati i seguenti:
- 100 metri piani, con 7 titoli vinti: Orazio Mariani (nel 1933, dal 1936 al 1939. 1942 e 1943)
- 200 metri piani, con 11 titoli vinti: Pietro Mennea (dal 1971 al 1974, dal 1976 al 1980, 1983 e 1984)
- 400 metri piani, con 8 titoli vinti: Andrea Barberi (dal 2001 al 2008)

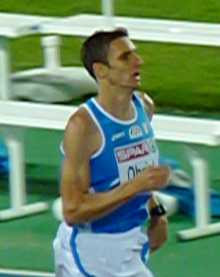
Christian Obrist, 8 volte campione italiano nei 1500 metri piani negli anni 2000 - '10

#### Mezzofondo e fondo

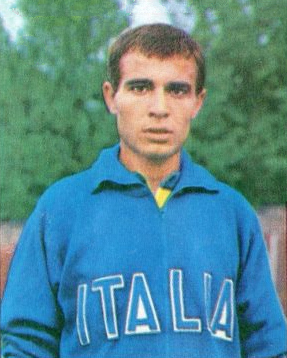
Antonio Ambu, 34 volte campione italiano in 5 diverse specialità (dai 5000 metri piani alla maratona)

Il mezzofondo ai campionati italiani di atletica leggera è stato caratterizzato, a partire dalla seconda edizione del 1907, dalle gare dei 1000 metri piani e 5000 metri piani. A partire dal 1913 (e fino ad oggi) i 1000 metri sono stati sostituiti dagli 800 metri piani e dai 1500 metri piani. Ne fanno parte, inoltre, i 10000 metri piani. Il fondo, invece, è da sempre stato caratterizzato dalla maratonina (con la distanza variabile tra i 20 e i 30 km, standardizzata nella distanza della mezza maratona, 21,097 m, a partire dal 1986) e dalla maratona (con la distanza ufficiale di 42,195 km, che talvolta variava tra i 41 e i 43,2 km). A queste discipline si aggiunge la corsa campestre, gara che si svolge sempre in una competizione separata, durante la stagione invernale.
Tra i campioni italiani che si sono susseguiti negli anni in queste discipline, i più titolati sono stati i seguenti:
- 800 metri piani, con 8 titoli vinti: Mario Lanzi (dal 1934 al 1936, 1938, 1939, 1942, 1943 e 1946)
- 1000 metri piani, con 3 titoli vinti: Emilio Lunghi (1908, 1911 e 1912)
- 1500 metri piani, con 8 titoli vinti: Luigi Beccali (dal 1928 al 1931, dal 1934 al 1936 e 1938) e Christian Obrist (2000, dal 2002 al 2007 e 2012)
- 5000 metri piani, con 6 titoli vinti: Giuseppe Beviacqua (dal 1938 al 1943) e Antonio Ambu (1958, 1961, 1962, 1964, 1965 e 1967)
- 10 000 metri piani, con 7 titoli vinti: Antonio Ambu (1958, 1962 e dal 1964 al 1968) e Giuseppe Cindolo (dal 1969 al 1975)
- Maratonina, con 7 titoli vinti: Antonio Ambu (1961, 1962 e dal 1964 al 1968)
- Maratona, con 7 titoli vinti: Antonio Ambu (1962 e dal 1964 al 1969)
- Corsa campestre, con 7 titoli vinti: Antonio Ambu (1959, 1963, 1964 e dal 1966 al 1969) e Giuseppe Lippi (1925, dal 1927 al 1930, 1937 e 1938)

#### Ostacoli e siepi

Luigi Facelli, vincitore di 27 titoli italiani in 9 differenti specialità (11 nei 400 metri ostacoli)

Carla Tuzzi, 9 volte campionessa italiana dei 100 metri ostacoli

I campionati italiani hanno visto tra le gare con ostacoli maschili i 110 metri ostacoli, i 400 metri ostacoli e i 1200 metri siepi, sostituiti dai 3000 metri siepi a partire dall'edizione del 1923.
Tra i campioni italiani che si sono susseguiti negli anni in queste discipline, i più titolati sono stati i seguenti:
- 110 metri ostacoli, con 6 titoli vinti: Giuseppe Buttari (1972, dal 1974 al 1976, 1978 e 1979) e Daniele Fontecchio (dal 1981 al 1986)
- 400 metri ostacoli, con 11 titoli vinti: Luigi Facelli (dal 1924 al 1931, 1935, 1936 e 1938)
- 1200 metri siepi, con 3 titoli vinti: Massimo Cartasegna (1908, 1909 e 1911) e Ernesto Ambrosini (dal 1920 al 1922, a cui si aggiunge il titolo nei 3000 metri siepi del 1923)
- 3000 metri siepi, con 6 titoli vinti: Alessandro Lambruschini (1986, 1987, 1990, 1992, 1994, 1996)

#### Salti in estensione

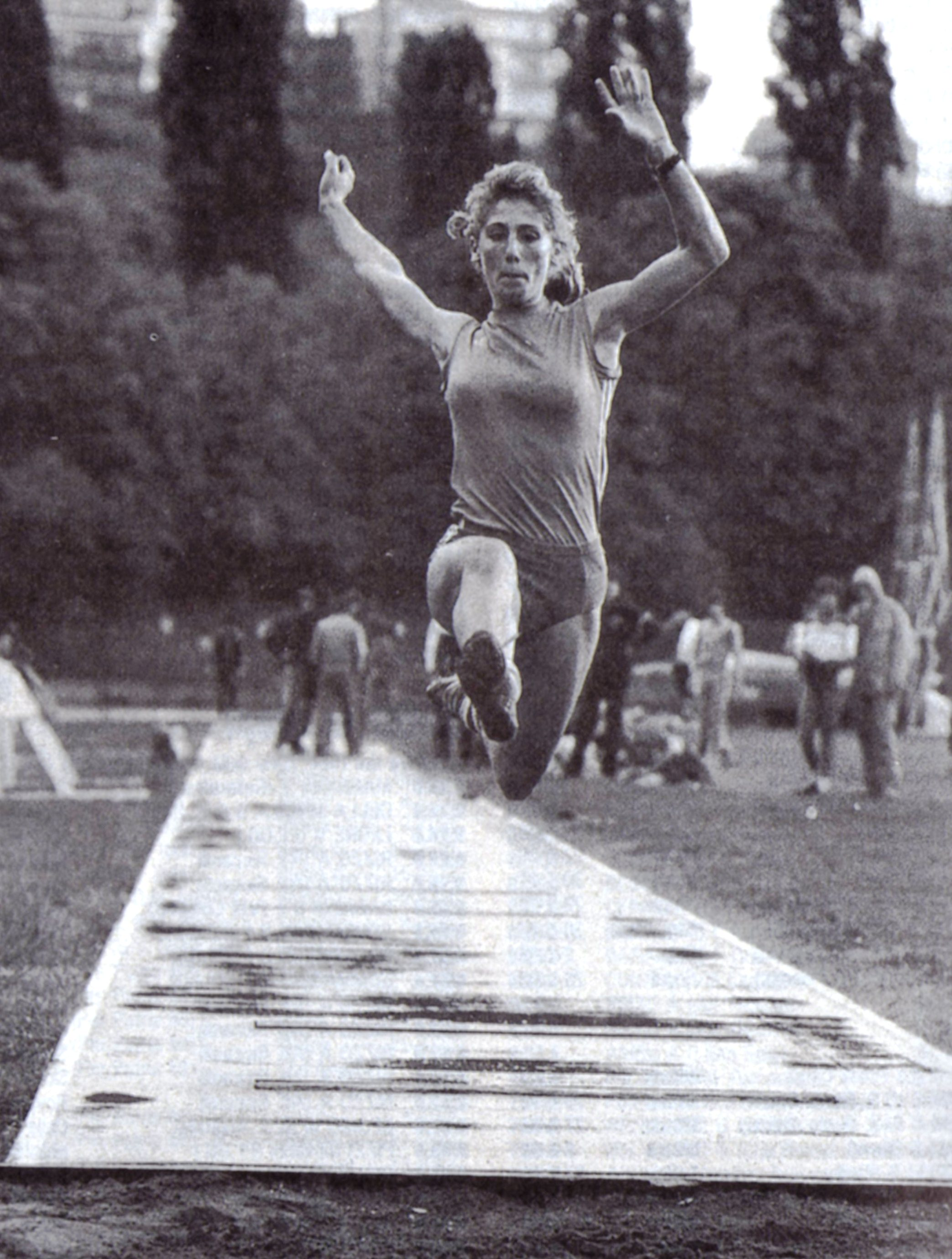
Antonella Capriotti, vincitrice di 8 titoli italiani nel salto in lungo

Dalla nascita dei campionati italiani assoluti di atletica leggera ad oggi, la categoria di gare definibile come salti in estensione ha compreso il salto in lungo, il salto triplo, il salto in lungo da fermo e il salto triplo da fermo (queste ultime due specialità oggi non sono più praticate).
Tra i campioni italiani che si sono susseguiti negli anni in queste discipline, i più titolati sono stati i seguenti:
- Salto in lungo, con 8 titoli vinti: Arturo Maffei (1930, 1932 e dal 1935 al 1940)
- Salto triplo, con 10 titoli vinti: Dario Badinelli (dal 1983 al 1992)
- Salto in lungo da fermo, con 3 titoli vinti: Adolfo Contoli (dal 1920 al 1922)
- Salto triplo da fermo, con 3 titoli vinti: Adolfo Contoli (dal 1920 al 1922)

Renato Dionisi, 10 volte campione italiano nel salto con l'asta (anni sessanta - settanta)

#### Salti in elevazione

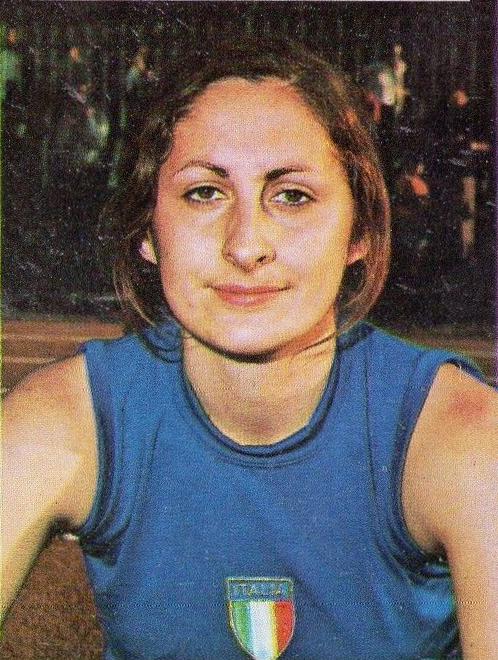
Sara Simeoni conquistò 14 titoli italiani nel salto in alto e 1 nel pentathlon

Nella storia dei campionati italiani assoluti di atletica leggera i cosiddetti salti in elevazione che hanno fatto parte del programma gare sono stati il salto in alto, il salto con l'asta (entrambi ancora oggi parte integrante del campionato) e il salto in alto da fermo, che è stato definitivamente soppresso a partire dall'edizione del 1930.
Tra i campioni italiani che si sono susseguiti negli anni in queste discipline, i più titolati sono stati i seguenti:
- Salto in alto, con 8 titoli vinti: Alfredo Campagner (dal 1940 al 1943, dal 1945 al 1947 e 1951)
- Salto con l'asta, con 10 titoli vinti: Danilo Innocenti (1927, 1928 e dal 1930 al 1937) e Renato Dionisi (dal 1964 al 1971, 1977 e 1978)
- Salto in alto da fermo, con 3 titoli vinti: Adolfo Contoli (dal 1920 al 1922)

#### Lanci

Angiolo Profeti, vincitore di 15 titoli nel getto del peso

Adolfo Consolini, 15 volte campione italiano del lancio del disco

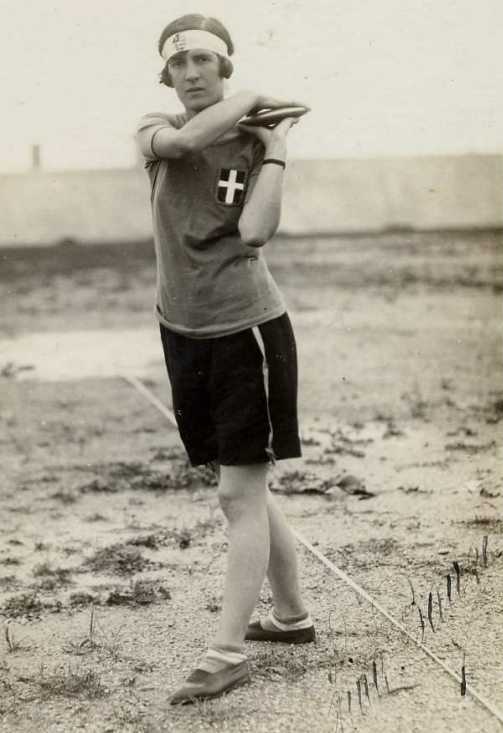
Lina Banzi, unica campionessa italiana nel lancio del disco a due mani

I lanci hanno fatto parte dei campionati italiani assoluti di atletica leggera sin dalle prime edizioni degli anni dieci. Quattro di questi (getto del peso, lancio del disco, lancio del martello e lancio del giavellotto) sono tuttora praticati. Gli altri (getto della pietra, lancio del giavellotto stile libero, lancio del giavellotto impugnato e palla vibrata) sono stati parte del programma gare per un periodo di tempo limitato.
Tra i campioni italiani che si sono susseguiti negli anni in queste discipline, i più titolati sono stati i seguenti:
- Getto della pietra, con 4 titoli vinti: Giuseppe Tugnoli (dal 1913 al 1920)
- Getto del peso, con 15 titoli vinti: Angiolo Profeti (dal 1938 al 1942 e dal 1945 al 1954)
- Lancio del disco, con 15 titoli vinti: Adolfo Consolini (1939, 1941, 1942, 1945, 1949, 1950 e dal 1952 al 1960)
- Lancio del martello, con 14 titoli vinti: Teseo Taddia (1939, dal 1941 al 1943, 1945, dal 1947 al 1951 e dal 1953 al 1956) e Nicola Vizzoni (1998, dal 2000 al 2007, 2009, 2010, 2011, 2013 e 2014)
- Lancio del giavellotto, con 9 titoli vinti: Fabio De Gaspari (dal 1987 al 1993, 1996 e 1997)
- Lancio del giavellotto stile libero, con 1 titolo vinto: Oreste Passuti (1913), Luigi Nieddu (1914), Giuseppe Tugnoli (1919) e Oprando Bottura (1920)
- Lancio del giavellotto impugnato, con 1 titolo vinto: Ubaldo Bianchi (1913), Gian Ercole Salvi (1914) e Oprando Bottura (1919)
- Palla vibrata, con 4 titoli vinti: Carlo Butti (dal 1919 al 1922)

Abdon Pamich, 40 volte campione italiano in 3 diverse distanze della marcia (10 000 m, 20 km e 50 km), è l'atleta che vanta il maggior numero di titoli italiani

- Palla vibrata a squadre

#### Marcia

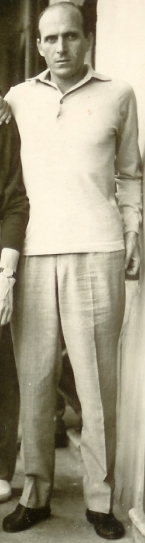
Giuseppe Dordoni, vincitore di 26 titoli italiani in 3 diverse distanze della marcia

Dal 1906 ad oggi si sono susseguite nel programma dei campionati italiani assoluti di atletica leggera ben 12 gare di marcia. Tra queste, solo tre sono ancora oggi parte della competizione: marcia 10 km, marcia 20 km e marcia 50 km.
Tra i campioni italiani che si sono susseguiti negli anni in queste discipline, i più titolati sono stati i seguenti:
- Marcia 1500 metri, con 5 titoli vinti: Fernando Altimani (dal 1910 al 1914, a cui si aggiungono 4 titoli nella marcia 10 000 metri dal 1910 al 1913)
- Marcia 3000 metri, con 2 titoli vinti: Ugo Frigerio (1921 e 1922, a cui si aggiungono 6 vittorie nella marcia 10 000 metri dal 1919 al 1921, nel 1923, 1924 e 1931, oltre all'unico titolo assegnato nell'ora di marcia, risalente al 1920)
- Marcia 5000 metri, con 1 titolo vinto: Mario Di Salvo (1930)
- Marcia 10 000 metri, con 13 titoli vinti: Abdon Pamich (1956 e dal 1958 al 1969)
- Marcia 10 km, con 5 titoli vinti: Francesco Fortunato (2016 e dal 2019 al 2023)
- Ora di marcia, con 1 titolo vinto: Ugo Frigerio (1920)
- Marcia 15 km, con 1 titolo vinto: Maurizio Damilano (1987 a cui si aggiungono 6 titoli nella marcia 10 000 metri ottenuti nel 1979 e dal 1981 al 1985)
- Marcia 20 km, con 13 titoli vinti: Abdon Pamich (dal 1958 al 1969 e 1971)
- Marcia 25 km, con 1 titolo vinto: Angelo Coccia (1906) e Luigi Peri (1939)
- Marcia 35 km, con 1 titolo vinto: Matteo Giupponi (2022)
- Marcia 40/42 km, con 5 titoli vinti: Donato Pavesi (1912, 1914, 1921, 1924 e 1925)
- Marcia 50 km, con 14 titoli vinti: Abdon Pamich (dal 1955 al 1968)
- Marcia a squadre

Non si può non menzionare Giuseppe Dordoni, 26 volte campione italiano nella marcia: 11 volte sulla distanza di 10 000 metri (dal 1946 al 1955 e 1957), 10 volte nei 20 km (dal 1947 al 1950 e dal 1952 al 1957) e 5 volte nei 50 km (1949, 1950, 1952, 1953 e 1954).

#### Prove multiple

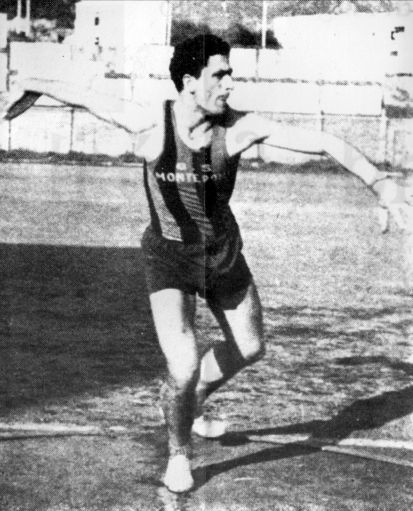
Franco Sar, 8 volte campione italiano nel decathlon

Le prove multiple maschili all'interno dei campionati italiani assoluti di atletica leggera sono state caratterizzate dal pentathlon (dal 1919 al 1934 e nel 1981 e 1981) e dal decathlon (dal 1922 ad oggi, con interruzioni nel 1929 e nel 1943).
Tra i campioni italiani che si sono susseguiti negli anni in queste discipline, i più titolati sono stati i seguenti:
- Pentathlon, con 6 titoli vinti: Giacomo Carlini (dal 1925 al 1930)
- Decathlon, con 8 titoli vinti: Franco Sar (dal 1958 al 1965) e Lorenzo Vecchiutti (dal 1946 al 1951, 1953 e 1954)

#### Staffette
Nella storia dei campionati italiani di atletica leggera, le staffette maschili hanno avuto svariate forme: dalla 4×100 e 4×400 metri ancora oggi parte del programma, fino ad arrivare alle oggi insolite 4×200 metri, svedese, 4×440 iarde, olimpionica, 4×800, 4×1500, 3×3000 e 3×5000 metri.
Tra i campioni italiani che si sono susseguiti negli anni in queste discipline, i più titolati sono stati i seguenti (si riportano sia le società che i singoli atleti):
- Staffetta 4×100 metri, con 14 vittorie: Gruppo Sportivo Fiamme Oro (1958, 1959, 1961, 1962, 1963, 1976, 1979, 1982, 1986, 1994, 1995, 2006, 2007, 2008); l'atleta più titolato è Orazio Mariani del Gruppo Sportivo Baracca Milano (dal 1936 al 1940 e 1943)
- Staffetta 4×200 metri, con 4 titoli vinti: Lilion SNIA Varedo (1971, 1972, 1975, 1976)
- Staffetta svedese, con 2 titoli vinti: Centro Sportivo Carabinieri (1993 e 1995); l'atleta più titolato, con 2 titoli vinti con la squadra dei Carabinieri, è Maurizio Federici
- Staffetta 4×440 iarde, con 3 titoli vinti: Sport Club Italia (1911, 1912 e 1913); gli atleti più titolati in questa specialità sono, con due campionati vinti, Roberto Bacolla e Massimo Cartasegna (1910 con l'Athletic Club Torino e 1912 con lo Sport Club Italia) ed Emilio Lunghi e Catullo Zanier (Sport Club Italia, 1911 e 1912)
- Staffetta 4×400 metri, con 14 titoli vinti: Gruppo Sportivo Fiamme Oro (dal 1959 al 1963, 1982, 1985, 1987, 1988, 1997, 1998, 2000, 2001, 2011) e Gruppo Sportivo Fiamme Gialle (dal 1975 al 1978, 1981, 1984, dal 2012 al 2019); gli atleti più titolati sono, con 8 medaglie d'oro, Sergio Bello (per la Lilion SNIA Varedo, dal 1965 al 1969, 1971, 1972 e 1974), con 7 medaglie d'oro, Luca Galletti (per il Centro Sportivo Carabinieri dal 2002 al 2006, 2008 e 2010) e Michele Tricca (con il Gruppo Sportivo Fiamme Gialle dal 2013 al 2019)
- Staffetta olimpionica, con 6 titoli vinti: Sport Club Italia (1911, 1912, 1914, 1919, 1920); gli atleti con più titoli sono Giovanni Orlandi (1919, 1920 e 1921) e Angelo Vigani (1911, 1919 e 1920), entrambi dello Sport Club Italia
- Staffetta 4×800 metri, con 5 titoli vinti: Pro Patria Milano (1931 e, con nome Pro Patria Pierrel, dal 1973 al 1976); gli atleti più titolati sono, invece, Vittorio Fontanella e Ferdinando Totani (Pro Patria Pierrel, dal 1973 al 1976)
- Staffetta 4×1500 metri, con 2 titoli vinti: ASSI Giglio Rosso (1930 e 1931); gli atleti con più medaglie d'oro in questa specialità sono Nello Bartolini e Giuseppe Lippi (ASSI Giglio Rosso, 1930 e 1931)
- Staffetta 3×3000 metri, con 2 titoli vinti: ASSI Giglio Rosso (1930 e 1931); gli atleti più medagliati, con 2 titoli vinti con l'ASSI Giglio Rosso Firenze, sono Giuseppe Lippi e Nello Bartolini
- Staffetta 3×5000 metri, con 4 titoli vinti: Unione Sportiva Giordana (1931, 1932, 1935 e 1936); il singolo atleta più titolato in questa staffetta è, con 3 medaglie d'oro, Francesco Malachina (Unione Sportiva Giordana, 1931, 1932 e 1936)

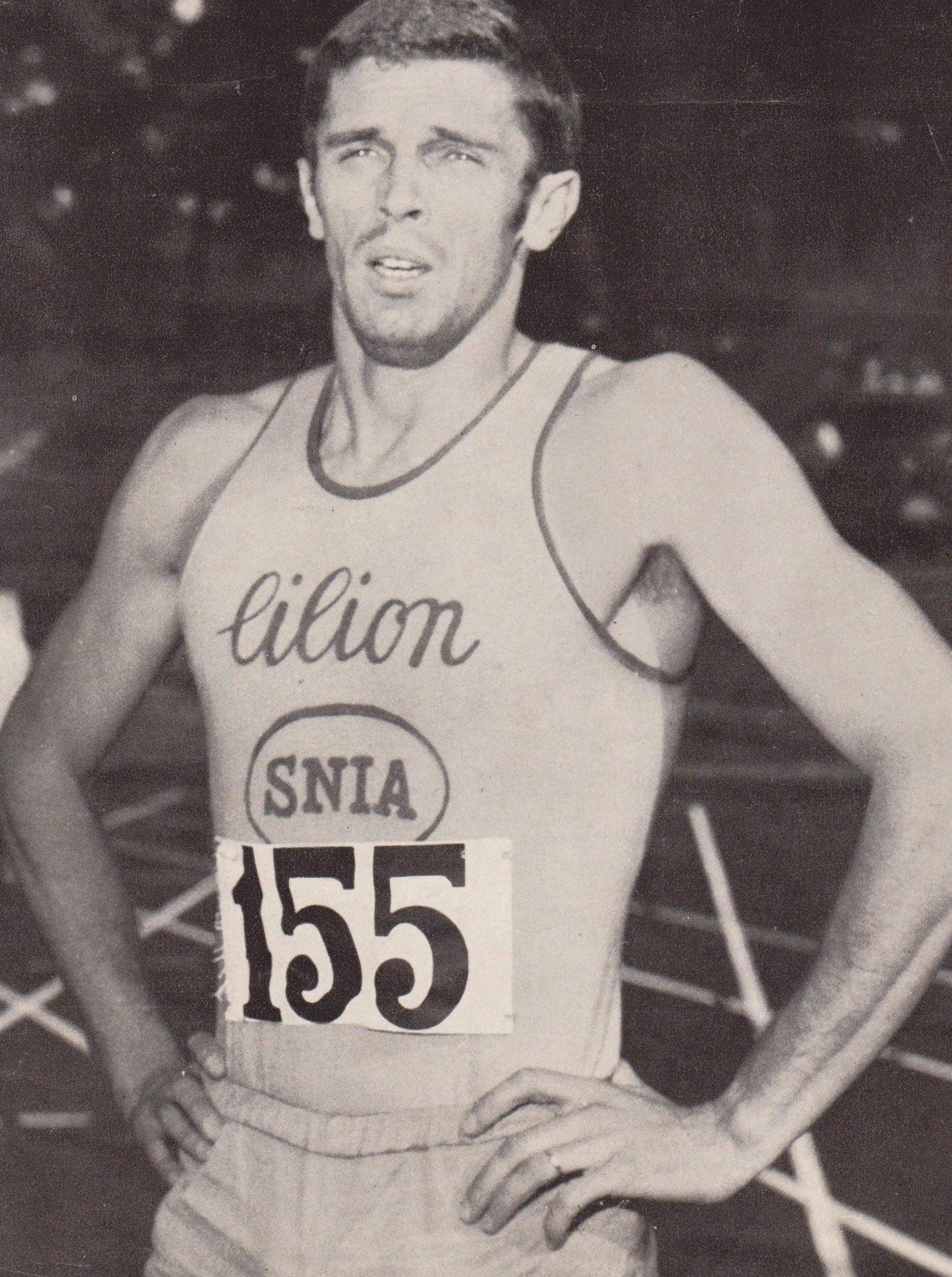
Sergio Bello, 8 volte campione nella staffetta 4×400 metri, 5 nei 400 metri piani, 1 nei 400 metri ostacoli, 2 nella staffetta 4×200 metri

Marisa Masullo, 11 volte campionessa italiana nei 100 metri piani e 10 volte nei 200 metri piani. Contando le staffette, è l'atleta donna con il maggior numero di titoli vinti

### Donne
Risale al 6 maggio 1923 la fondazione della FISF (Federazione Italiana Sport Femminili) che intendeva occuparsi di atletica leggera e basket. La sede era a Milano, nel Bar Commercio di Piazza Duomo e il primo presidente fu Luigi Bosisio. Il consiglio era composto dalla professoressa Matilde Candiani, dal giornalista de La Gazzetta dello Sport Luigi Ferrario, dall'allenatore ed ex-atleta Emilio Brambilla e da Augusto Pizzini.
Con l'avvento del fascismo e l'emanazione della Carta dello Sport che intendeva riformare la struttura sportiva italiana, la FISF venne inglobata nella FIDAL (che all'epoca si chiamava FISA, ovvero Federazione Italiana Sports Atletici) a partire dal 1º gennaio 1929.
Il primo campionato italiano assoluto femminile si tenne al campo della Forza e Coraggio di Milano nel 1923.

#### Velocità
Nella storia dei campionati italiani di atletica leggera, le gare di velocità femminili hanno compreso i 60 metri piani, i 75 metri pani, gli 80 metri piani, i 100 metri piani, i 200 metri piani, i 250 metri piani e i 400 metri piani. Solo i 100, 200 e 400 metri piani sono ancora oggi presenti nel programma della manifestazione.
Tra le campionesse italiane che si sono susseguite negli anni in queste discipline, le più titolate sono state le seguenti:
- 60 metri piani: tutte le 9 atlete che hanno conquistato il titolo in questa specialità lo hanno fatto solo in una edizione
- 75 metri piani, con 1 titolo vinto: Luigia Bonfanti (1926, unico anno in cui questa specialità fu parte del programma)
- 80 metri piani: tutte le 10 atlete che hanno conquistato il titolo in questa specialità lo hanno fatto solo in una edizione
- 100 metri piani, con 11 titoli vinti: Marisa Masullo (dal 1980 al 1985, 1988 e dal 1990 al 1992)
- 200 metri piani, con 10 titoli vinti: Marisa Masullo (1978, dal 1980 al 1983, 1985, 1987, 1988, 1990 e 1992)
- 250 metri piani, con 2 titoli vinti: Olga Barbieri (1924 e 1927)
- 400 metri piani, con 11 titoli vinti: Erica Rossi (dal 1976 al 1985 e 1987)

#### Mezzofondo e fondo

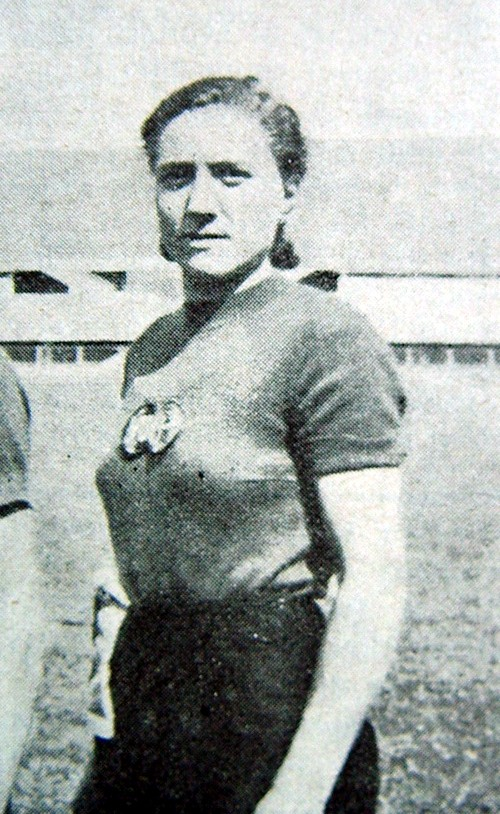
Leandrina Bulzacchi, 7 volte campionessa italiana negli 800 metri, due volte nella 4×100, una volta nella 4×250 e una volta nella corsa campestre

Il mezzofondo femminile ai campionati italiani di atletica leggera prevede gare della distanza di 800 metri, 1500 metri, 5000 metri e 10  metri. In passato anche i 3000 metri piani facevano parte del programma del mezzofondo femminile. Per quanto riguarda invece le gare di fondo, queste sono la maratonina e la maratona. A queste discipline si aggiunge la corsa campestre, che si tiene sempre in una competizione separata, durante la stagione invernale.
Tra le campionesse italiane che si sono susseguite negli anni in queste discipline, le più titolate sono state le seguenti:
- 800 metri, con 7 titoli vinti: Leandrina Bulzacchi (1930, 1931 e dal 1934 al 1938), Gabriella Dorio (dal 1974 al 1976 e dal 1980 al 1983) e Nicoletta Tozzi (1984, dal 1986 al 1990 e 1993)
- 1500 metri, con 10 titoli vinti: Gabriella Dorio (1973 e dal 1976 al 1984, a cui si aggiungono 7 titoli negli 800 metri)
- 3000 metri, con 5 titoli vinti: Agnese Possamai (dal 1982 al 1985 e 1987, a cui si aggiungono 2 titoli negli 800 metri)
- 5000 metri, con 5 titoli vinti: Nadia Battocletti (2018, 2020 e dal 2023 al 2025)
- 10 000 metri, con 6 titoli vinti: Maria Guida (1991, dal 1993 al 1996 e 2001, a cui si aggiungono 3 titoli nella maratonina)
- Maratonina, con 4 titoli vinti: Anna Villani (1985, 1991, 1992 e 1993)
- Maratona, con 5 titoli vinti: Emma Scaunich (dal 1989 al 1993)
- Corsa campestre, con 7 titoli vinti: Agnese Possamai (1978, 1980, 1981, 1982, 1984, 1985 e 1986)

#### Ostacoli e siepi
I campionati italiani hanno visto tra le gare con ostacoli femminili gli 80 metri ostacoli, gli 83 metri ostacoli, i 100 metri ostacoli, i 400 metri ostacoli e i 3000 metri siepi.
Tra le campionesse italiane che si sono susseguite negli anni in queste discipline, le più titolate sono state le seguenti:
- 80 metri ostacoli, con 7 titoli vinti: Letizia Bertoni (dal 1958 al 1964)
- 83 metri ostacoli, con 4 titoli vinti: Olga Barbieri (1924, 1926, 1927 e 1928)
- 100 metri ostacoli, con 9 titoli vinti: Carla Tuzzi (dal 1987 al 1990 e dal 1993 al 1997)
- 400 metri ostacoli, con 10 titoli vinti: Giuseppina Cirulli (dal 1977 al 1986)
- 3000 metri siepi, con 3 titoli vinti: Emma Quaglia (2002, 2008 e 2009), Elena Romagnolo (2005, 2006 e 2007), Valentina Costanza (2010, 2011 e 2012) e Martina Merlo (2020, 2021 e 2022)

#### Salti in estensione
Dalla nascita dei campionati italiani assoluti di atletica leggera ad oggi, la categoria di gare definibile come salti in estensione ha compreso, per le atlete donne, il salto in lungo, il salto triplo, il salto in lungo da fermo e, per una sola edizione, il salto misto (Esercizio basato su un salto in lunghezza, ma con una barriera alta 50 cm da superare).
Tra le campionesse italiane che si sono susseguite negli anni in queste discipline, le più titolate sono state le seguenti:
- Salto in lungo, con 8 titoli vinti: Antonella Capriotti (dal 1984 al 1990 e 1993) e Tania Vicenzino (dal 2007 al 2014)
- Salto triplo, con 7 titoli vinti: Simona La Mantia (2004, 2005, 2006, 2010, 2011, 2012 e 2013) e Dariya Derkach (2014, 2016, 2017, 2020, 2021, 2022 e 2024)
- Salto in lungo da fermo, con 2 titoli vinti: Vittorina Vivenza (1926 e 1930)
- Salto misto, con 1 titolo vinto: Andreina Sacco, che si aggiudicò l'unico titolo in questa disciplina ai campionati italiani nel 1926

#### Salti in elevazione
Nella storia dei campionati italiani assoluti di atletica leggera i cosiddetti salti in elevazione che hanno fatto parte del programma gare femminile sono stati il salto in alto, il salto con l'asta (entrambi ancora oggi parte integrante del campionato) e il salto in alto da fermo, presente solo nelle edizioni del 1930 e 1931.
Tra le campionesse italiane che si sono susseguite negli anni in queste discipline, le più titolate sono state le seguenti:
- Salto in alto, con 14 titoli vinti: Sara Simeoni (dal 1970 al 1980, 1982, 1983 e 1985)
- Salto con l'asta, con 6 titoli vinti: Roberta Bruni (2014, 2018, 2020 e dal 2022 al 2024)
- Salto in alto da fermo, con 1 titolo vinto: Ondina Valla (1930) e Lidia Bongiovanni (1931)

#### Lanci
I lanci hanno fatto parte dei campionati italiani assoluti di atletica leggera sin dalle prime edizioni degli anni venti. Quattro di questi (getto del peso, lancio del disco, lancio del martello - inserito nel programma solo a partire dal 1995 - e lancio del giavellotto) sono tuttora praticati. Gli altri (peso a due mani, disco a due mani e giavellotto a due mani) sono stati parte del programma gare per un periodo di tempo limitato.
Tra le campionesse italiane che si sono susseguite negli anni in queste discipline, le più titolate sono state le seguenti:
- Getto del peso, con 18 titoli vinti: Chiara Rosa (dal 2005 al 2022)
- Getto del peso a due mani, con 2 titoli vinti: Andreina Sacco (1925 e 1926)
- Lancio del disco, con 12 titoli vinti: Agnese Maffeis (1991, 1992, 1993, dal 1995 al 1998 e dal 2000 al 2004)
- Lancio del disco a due mani, con 1 titolo vinto: Lina Banzi (fu, nel 1926, l'unica campionessa italiana in questa specialità)
- Lancio del martello, con 9 titoli vinti: Sara Fantini (dal 2017 al 2025)
- Lancio del giavellotto, con 13 titoli vinti: Claudia Coslovich (dal 1993 al 2003, 2007 e 2008); Ada Turci vinse invece 12 titoli italiani in questa specialità
- Lancio del giavellotto a due mani, con 2 titoli vinti: Maria Piantanida (1923 e 1924) e Giuseppina Borin (1925 e 1926)

#### Marcia

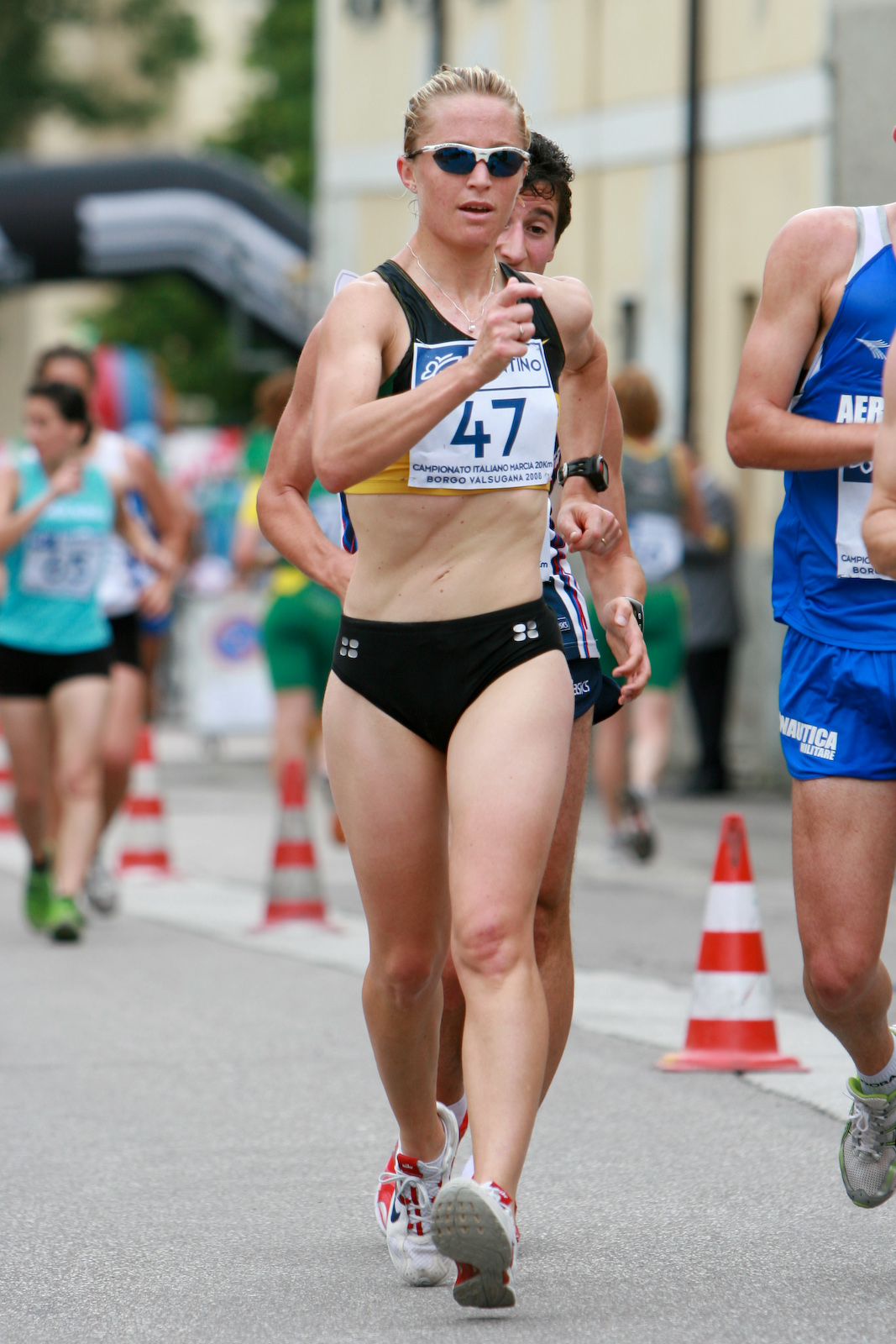
Elisa Rigaudo, vincitrice di 5 titoli italiani nella 20 km di marcia e uno nella 10 000 metri di marcia

Dal 1981 ad oggi si sono susseguite nel programma dei campionati italiani assoluti di atletica leggera 4 gare di marcia. Tra queste, solo due sono ancora oggi parte della competizione: marcia 10 km e marcia 20 km, entrambe effettuate su strada.
Tra le campionesse italiane che si sono susseguite negli anni in queste discipline, le più titolate sono state le seguenti:
- Marcia 5000 metri, con 5 titoli vinti: Ileana Salvador (dal 1989 al 1993)
- Marcia 10 000 metri su pista, con 1 titolo vinto: Federica Ferraro (2011) ed Elisa Rigaudo (2013)
- Marcia 10 km su strada, con 5 titoli vinti: Ileana Salvador (1987, 1989, 1990, 1992 e 1993)
- Marcia 20 km, con 5 titoli vinti: Elisa Rigaudo (2003, 2004, 2005, 2008 e 2013)
- Marcia 35 km, con 1 titolo vinto: Eleonora Giorgi (2021) e Federica Curiazzi (2022)

#### Prove multiple

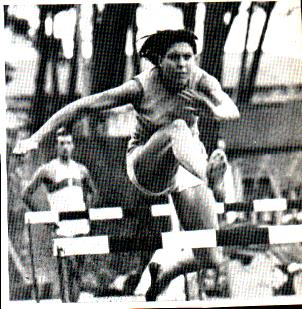
Magalì Vettorazzo, vincitrice di 7 titoli italiani nel pentathlon

Le prove multiple femminili all'interno dei campionati italiani assoluti di atletica leggera sono state caratterizzate dal triathlon (dal 1928 al 1930), dal pentathlon (nel 1926, dal 1934 al 1937 e dal 1946 al 1980) e dall'eptathlon (dal 1980 ad oggi).
Tra le campionesse italiane che si sono susseguite negli anni in queste discipline, le più titolate sono state le seguenti:
- Triathlon, con 3 titoli vinti: Piera Borsani (dal 1928 al 1930)
- Pentathlon, con 7 titoli vinti: Magalì Vettorazzo (1962, 1963, 1965, 1966, 1967, 1969 e 1970)
- Eptathlon, con 5 titoli vinti: Gertrud Bacher (1997, 1998, 2001, 2002 e 2003)

#### Staffette
Nella storia dei campionati italiani di atletica leggera, le staffette femminili hanno avuto svariate forme: dalla 4×100 e 4×400 metri ancora oggi parte del programma, fino ad arrivare alle oggi insolite 4×75 metri, 4×200 metri, 4×250 metri, svedese, 4×800 metri e 4×1500 metri.
Tra le campionesse italiane che si sono susseguite negli anni in queste discipline, le più titolate sono state le seguenti (si riportano sia le società che le singole atlete):
- Staffetta 4×75 metri: l'atleta più titolata in questa specialità è, con quattro campionati vinti, Tine Steiner (dal 1928 al 1931)
- Staffetta 4×100 metri, con 10 titoli vinti: Snia Milano (1976, 1977, 1981, 1983, 1985, 1986 e dal 1988 al 1990). Da menzionare anche il Gruppo Sportivo Forestale, con 9 titoli vinti dal 2008 al 2016; dal 2017 la Forestale è stata assorbita dal Centro Sportivo Carabinieri, che ha vinto due titoli nel 2017 e 2018. L'atleta con più titoli vinti è Giulia Arcioni (Gruppo Sportivo Forestale, dal 2008 al 2016)
- Staffetta 4×200 metri, con 3 titoli vinti: Libertas San Saba Roma (1970, 1973 e 1974); le atlete più titolate sono, con 3 titoli, Laura Nappi, Luigina Tonelli e Antonella Battaglia, tutte della Libertas San Saba Roma
- Staffetta svedese: questa specialità è stata parte del programma dei campionati per tre anni, dal 1993 al 1995. I tre titoli sono stati vinti dalla Ginnastica Comense con le staffette composte da Annalisa Crippa, Elisa Moretti, Francesca Cola e Virna De Angeli
- Staffetta 4×400 metri, con 12 titoli vinti: Centro Sportivo Esercito (2006, 2008, 2009 e dal 2011 al 2018); l'atleta più titolata è Marta Milani (Esercito) con 10 titoli vinti nel 2008, 2009, dal 2011 al 2018 e nel 2020
- Staffetta 4×800 metri, con 7 titoli vinti: Snam Gas Metano (dal 1986 al 1988 e dal 1991 al 1994); le atlete più titolate in questa specialità, appartenenti alla Snam Gas Metano, sono Nicoletta Tozzi (1987, 1991, 1992 e 1993), Fabia Trabaldo e Caterina Cescofrare (dal 1991 al 1994)
- Staffetta 4×1500 metri, con 4 titoli: Snia Milano (1983, 1984, 1985 e 1991); Alessandra Corti è l'atleta più titolata con 3 titoli per la Snia Milano dal 1983 al 1985 e uno per la Snam San Donato nel 1986

## Plurivincitori

### Uomini
Di seguito i vincitori di almeno 10 titoli italiani assoluti all'aperto, indoor, marcia, maratona, maratonina, cross ed invernali di lanci, per i lanci che non hanno una edizione indoor (sono escluse solo le staffette). Angiolo Profeti (nel getto del peso) ed Adolfo Consolini (nel lancio del disco), con i loro 15 titoli, sono coloro che ne hanno conquistati il maggior numero in una sola specialità.
| Titoli | Atleta                  | Gare |
| ------ | ----------------------- | --- |
| 40     | Abdon Pamich            | 10000 marcia (13), 20 km marcia (13), 50 km marcia (14)                                                                                    |
| 34     | Antonio Ambu            | 5000 m (6), 10000 m (7), Maratona (7), Maratonina (7), Cross (7)                                                                           |
| 28     | Giovanni De Benedictis  | 10000 marcia (8), 20 km marcia (8), 50 km marcia (2), 5000 m marcia indoor (10)                                                            |
| 28     | Nicola Vizzoni          | Martello (14), Martello invernali (14) |
| 26     | Giuseppe Dordoni        | 10000 marcia (11), 20 km marcia (10), 50 km marcia (5)                                                                                     |
| 26     | Paolo Dal Soglio        | Peso (12), Peso indoor (14) |
| 24     | Adolfo Contoli          | 110 m hs (5), 400 m hs (2), Asta (1), Lungo (2), Alto da fermo (3), Lungo da fermo (3), Triplo da fermo (3), Pentathlon (4), Decathlon (1) |
| 21     | Maurizio Damilano       | 10000 marcia (7), 20 km marcia (10), 50 km marcia (3), 5000 m marcia indoor (1)                                                            |
| 21     | Fabrizio Donato         | Triplo (7), Lungo indoor (3), Triplo indoor (11)                                                                                           |
| 17     | Luigi Facelli           | 400 m (2), 110 m hs (2), 400 m hs (11), Triplo (2)                                                                                         |
| 16     | Pietro Mennea           | 100 m (3), 200 m (11), 60 m indoor (1), 400 m indoor (1)                                                                                   |
| 16     | Dario Badinelli         | Triplo (10), Triplo indoor (6) |
| 16     | Vittorio Visini         | 20 km marcia (1), 50 km marcia (7), 5000 m marcia indoor (8)                                                                               |
| 16     | Angiolo Profeti         | Peso (15), Disco (1) |
| 15     | Giorgio Piantella       | Asta (8), Asta indoor (7) |
| 15     | Giuseppe Lippi          | 5000 m (1), 10000 m (2), 3000 siepi (5), Cross (7)                                                                                         |
| 15     | Adolfo Consolini        | Disco (15) |
| 14     | Livio Berruti           | 100 m (6), 200 m (8) |
| 14     | Stefano Tilli           | 100 m (6), 200 m (3), 60 m indoor (3), 400 m indoor (2)                                                                                    |
| 14     | Teseo Taddia            | Martello (14) |
| 13     | Laurent Ottoz           | 110 m hs (4), 400 m hs (6), 60 m hs indoor (3)                                                                                             |
| 13     | Mario Lanzi             | 400 m (5), 800 m (8) |
| 13     | Giuseppe Cindolo        | 5000 m (2), 10000 m (7), Maratona (2), Maratonina (1), Cross (1)                                                                           |
| 13     | Giuseppe Beviacqua      | 5000 m (6), 10000 m (7) |
| 13     | Silvano Meconi          | Peso (13) |
| 13     | Marco Martino           | Disco (6), Disco invernali (7) |
| 12     | Franco Arese            | 800 m (4), 1500 m (4), 5000 m (1), cross (1), 1500 m indoor (1), 3000 m indoor (1),                                                        |
| 12     | Stefano Baldini         | 10000 m (6), Maratonina (6) |
| 12     | Renato Dionisi          | Asta (10), Asta indoor (2) |
| 12     | Alessandro Andrei       | Peso (8), Peso indoor (4) |
| 12     | Diego Fortuna           | Disco (8), Disco invernali) (4) |
| 12     | Albino Pighi            | Peso (6), Disco (6) |
| 12     | Enrico Sgrulletti       | Martello (7), Martello invernali (5) |
| 12     | Giacomo Carlini         | 110 m hs (3), 400 m (1), Pentathlon (6), Decathlon (2)                                                                                     |
| 12     | Giuseppe Tugnoli        | Peso (4), Getto della pietra (4), Disco (3), Giavellotto libero (1)                                                                        |
| 11     | Christian Obrist        | 800 m (7), 800 m indoor (4) |
| 11     | Emiliano Pizzoli        | 110 m hs (5), 60 m hs indoor (6) |
| 11     | Fabio De Gaspari        | Giavellotto (9), Giavellotto invernali (2)                                                                                                 |
| 11     | Franco Giongo           | 100 m (5), 100 m (2), 400 m (4) |
| 10     | Giuseppe Buttari        | 110 m hs (6), 60 m hs indoor (4) |
| 10     | Daniele Fontecchio      | 110 m hs (6), 60 m hs indoor (4) |
| 10     | Andrea Barberi          | 400 m (8), 400 m indoor (2) |
| 10     | Alessandro Lambruschini | 3000 m siepi (6), 1500 m (2), 3000 m indoor (2)                                                                                            |
| 10     | Carlo Grippo            | 800 m (6), 1500 m (1), 800 m indoor (2), 1500 m indoor (1)                                                                                 |
| 10     | Tonino Viali            | 800 m (4), 1500 m (1), 800 m indoor (4), 1500 m indoor (1)                                                                                 |
| 10     | Danilo Innocenti        | Asta (10) |
| 10     | Marco Montelatici       | Peso (5), Peso indoor (5) |
| 10     | Silvano Simeon          | Disco (10) |
| 10     | Giampaolo Urlando       | Martello (10) |
| 10     | Luigi Beccali           | 800 m (1), 1500 (8), 5000 (1) |

### Donne
Negli anni 2000 la lanciatrice di peso e disco, Agnese Maffeis, ha spodestato dalla leadership in questa speciale classifica, le velocista Marisa Masullo.
| Titoli | Atleta            | Gare                                                                           |
| ------ | ----------------- | ------------------------------------------------------------------------------ |
| 38     | Agnese Maffeis    | Peso (5), Disco (14), Peso indoor (9), Disco invernali (10)                    |
| 30     | Marisa Masullo    | 100 m (11), 200 m (10), 60 m indoor (6), 200 m indoor (3)                      |
| 29     | Chiara Rosa       | Peso (18), Peso indoor (11)                                                    |
| 25     | Donata Govoni     | 100 m (7), 200 m (5), 400 m (7), 800 m (2), 400 m indoor (2), 800 m indoor (2) |
| 25     | Sara Simeoni      | Alto (14), Pentathlon (1), Alto indoor (10)                                    |
| 21     | Gabriella Dorio   | 800 m (7), 1500 m (10), 800 m indoor (2), 1500 m indoor (2)                    |
| 20     | Claudia Coslovich | Giavellotto (13), Giavellotto invernali (7)                                    |
| 20     | Amelia Piccinini  | Peso (12), Lungo (4), Pentathlon (4)                                           |
| 19     | Erica Rossi       | 400 m (11), 800 m (1), 200 m indoor (2), 400 m indoor (6)                      |
| 19     | Paola Pigni       | 400 m (2), 800 m (6), 1500 m (4), 3000 m (1), cross (6)                        |
| 19     | Claudia Testoni   | 60 m (1), 80 m (1), 100 m (3), 200 m (2), 80 m hs (5), lungo (7)               |
| 18     | Giuseppina Leone  | 100 m (9), 200 m (9)                                                           |